# Xã Kaw, Quận Jackson, Missouri
Xã Kaw (tiếng Anh: Kaw Township) là một xã thuộc quận Jackson, tiểu bang Missouri, Hoa Kỳ. Năm 2010, dân số của xã này là 170.129 người.